# Friends (Chick Corea-album)
Friends är ett musikalbum av Chick Corea, utgivet 1978 av Polydor Records.
Albumet avviker från stråk- och blåssektioner, som finns på tidigare album, och fokuserar mera på vanlig och strikt jazz med en kvartett. Albumet är ett av tre som Corea gav ut 1978, tillsammans med The Mad Hatter och Secret Agent. Under 1978 gavs även ut livealbumen An Evening With Herbie Hancock & Chick Corea: In Concert och RTF Live med Return to Forever.
Låten "Waltse for Dave" är tillägnad Dave Brubeck.

## Låtlista
Alla låtar skrivna och arrangerade av Chick Corea.
1. "The One Step" – 6:06
2. "Waltse for Dave" – 7:37
3. "Children's Song #5" – 1:15
4. "Samba Song" – 10:10
5. "Friends" – 9:28
6. "Sicily" – 6:19
7. "Children's Song #15" – 1:12
8. "Cappucino" – 8:42

## Medverkande
- Chick Corea – piano, elpiano
- Joe Farrell – sopransaxofon, tenorsaxofon, flöjt
- Steve Gadd – percussion
- Eddie Gomez – kontrabas